# 庇隆氏擬單角魨
庇隆氏擬單角魨，為輻鰭魚綱魨形目鱗魨亞目單棘魨科的其中一種，為熱帶海水魚，東印度洋的印尼及澳洲西北部海域，棲息深度1-10公尺，體長可達35公分，棲息在礁石區，生活習性不明。